# Основание гиппокампа

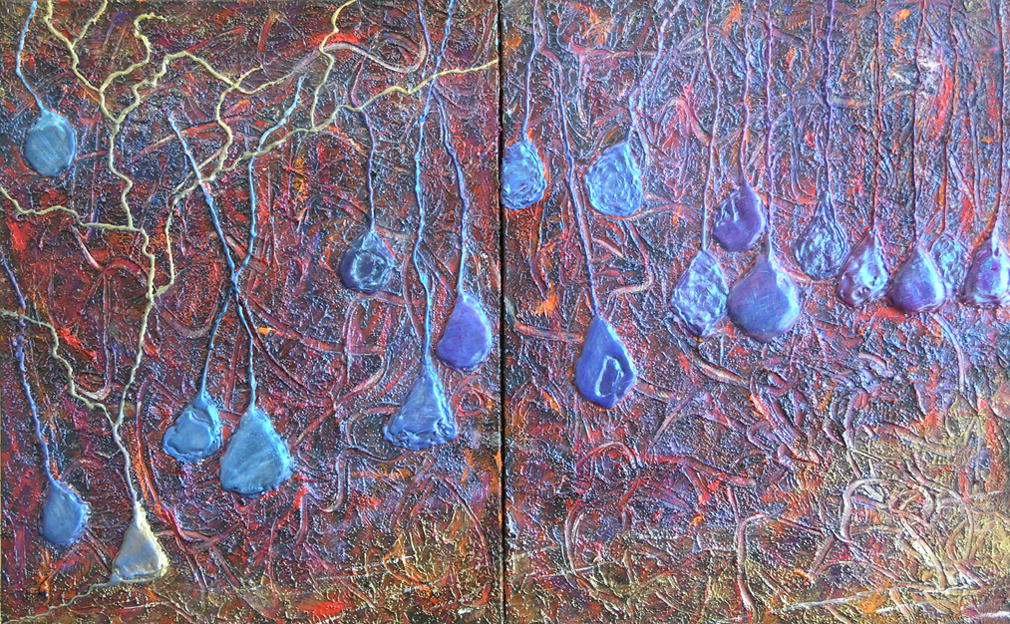
Акриловая живопись: соединение зоны CA1 гиппокампа (плотные ряды пирамидальных клеток, справа) и основания гиппокампа (неупорядоченно расположенные редкие пирамидальные клетки, слева). Авторы Don Cooper и Leah Leverich

Основание гиппокампа (также используются названия подставка гиппокампа, субикулум, субикулюм, от лат. subiculum — подставка) — нижняя часть гиппокамповой формации, лежащая между энторинальной корой и областью гиппокампа CA1.
Основание получает афференты из области CA1 гиппокампа и слоя III пирамидальных клеток энторинальной коры и является основной эфферентной структурой гиппокампа. Пирамидальные нейроны основания проецируются в прилежащее ядро, ядра шва, префронтальный кортекс, гипоталамус, энторинальную кору и миндалевидное тело.
Пирамидальные клетки основания способны к переключению между двумя режимами активности, производя и серии разрядов (bursting), и единичные спайки. Такой переход считается важным при распределении информации из гиппокампа.